# Otto Porter
Otto Porter jr. (St. Louis, 3 giugno 1993) è un ex cestista statunitense, professionista nella NBA.

## Carriera
Dopo due stagioni all'Università di Georgetown, ed essere stato nominato nel Consensus All-American First Team, è stato selezionato come terza scelta assoluta al Draft NBA 2013 dai Washington Wizards. 
Nel 2022 vince il titolo NBA con i Golden State Warriors nella finale contro i Boston Celtics, vinta 4-2. 
Approdato ai Toronto Raptors subito dopo la vittoria dell'anello, si ritrova martoriato dagli infortuni e impossibilitato a giocare con continuità. Scambiato agli Utah Jazz nel febbraio 2024, viene tagliato l'11 marzo successivo, data in cui contestualmente annuncia il proprio ritiro dalla pallacanestro giocata. 

## Statistiche
| † | Denota le stagioni in cui ha vinto il titolo |

### NCAA
| Anno      | Squadra          | PG | PT | MP   | TC%  | 3P%  | TL%  | RP  | AP  | PRP | SP  | PP   |
| --------- | ---------------- | -- | -- | ---- | ---- | ---- | ---- | --- | --- | --- | --- | ---- |
| 2011-2012 | Georgetown Hoyas | 33 | 8  | 29,7 | 52,5 | 22,6 | 70,2 | 6,8 | 1,5 | 1,1 | 0,8 | 9,7  |
| 2012-2013 | Georgetown Hoyas | 31 | 31 | 35,4 | 48,0 | 42,2 | 77,7 | 7,5 | 2,7 | 1,8 | 0,9 | 16,2 |
| Carriera  | Carriera         | 64 | 39 | 32,5 | 49,8 | 35,5 | 75,1 | 7,1 | 2,1 | 1,5 | 0,9 | 12,8 |

#### Massimi in carriera
- Massimo di punti: 33 vs Syracuse (23 febbraio 2013)[1]
- Massimo di rimbalzi: 15 vs DePaul (17 gennaio 2012)
- Massimo di assist: 7 (2 volte)
- Massimo di palle rubate: 5 vs Syracuse (23 febbraio 2013)
- Massimo di stoppate: 5 vs California-Los Angeles (19 novembre 2012)
- Massimo di minuti giocati: 49 vs Connecticut (27 febbraio 2013)

### NBA

#### Regular Season
| Anno       | Squadra         | PG  | PT  | MP   | TC%  | 3P%  | TL%  | RP  | AP  | PRP | SP  | PP   |
| ---------- | --------------- | --- | --- | ---- | ---- | ---- | ---- | --- | --- | --- | --- | ---- |
| 2013-2014  | Wash. Wizards   | 37  | 0   | 8,6  | 36,3 | 19,0 | 66,7 | 1,5 | 0,3 | 0,2 | 0,0 | 2,1  |
| 2014-2015  | Wash. Wizards   | 74  | 13  | 19,4 | 45,0 | 33,7 | 73,4 | 3,0 | 0,9 | 0,6 | 0,4 | 6,0  |
| 2015-2016  | Wash. Wizards   | 75  | 73  | 30,3 | 47,3 | 36,7 | 75,4 | 5,2 | 1,6 | 1,4 | 0,4 | 11,6 |
| 2016-2017  | Wash. Wizards   | 80  | 80  | 32,6 | 51,6 | 43,4 | 83,2 | 6,4 | 1,5 | 1,5 | 0,5 | 13,4 |
| 2017-2018  | Wash. Wizards   | 77  | 77  | 31,6 | 50,3 | 44,1 | 82,8 | 6,4 | 2,0 | 1,5 | 0,5 | 14,7 |
| 2018-2019  | Wash. Wizards   | 41  | 28  | 29,0 | 45,7 | 36,9 | 76,6 | 5,6 | 2,0 | 1,6 | 0,5 | 12,6 |
| 2018-2019  | Chicago Bulls   | 15  | 15  | 32,8 | 48,3 | 48,8 | 90,6 | 5,5 | 2,7 | 1,2 | 0,6 | 17,5 |
| 2019-2020  | Chicago Bulls   | 14  | 9   | 23,6 | 44,3 | 38,7 | 70,4 | 3,4 | 1,8 | 1,1 | 0,4 | 11,9 |
| 2020-2021  | Chicago Bulls   | 25  | 6   | 21,6 | 44,1 | 40,0 | 83,8 | 5,5 | 2,0 | 0,5 | 0,2 | 9,9  |
| 2020-2021  | Orlando Magic   | 3   | 0   | 22,2 | 36,0 | 11,1 | 100  | 4,7 | 1,7 | 1,3 | 0,0 | 8,0  |
| 2021-2022† | G.S. Warriors   | 63  | 15  | 22,2 | 46,4 | 37,0 | 80,3 | 5,7 | 1,5 | 1,1 | 0,5 | 8,2  |
| 2022-2023  | Toronto Raptors | 8   | 2   | 18,3 | 50,0 | 35,3 | 100  | 2,4 | 1,0 | 1,4 | 0,0 | 5,5  |
| 2023-2024  | Toronto Raptors | 15  | 1   | 11,6 | 42,4 | 34,8 | 100  | 1,9 | 0,5 | 0,3 | 0,3 | 2,6  |
| Carriera   | Carriera        | 527 | 319 | 25,4 | 47,7 | 39,7 | 79,7 | 4,9 | 1,5 | 1,1 | 0,4 | 10,3 |

#### Play-off
| Anno     | Squadra       | PG | PT | MP   | TC%  | 3P%  | TL%  | RP  | AP  | PRP | SP  | PP   |
| -------- | ------------- | -- | -- | ---- | ---- | ---- | ---- | --- | --- | --- | --- | ---- |
| 2014     | Wash. Wizards | 3  | 0  | 2,0  | 33,3 | 0,0  | -    | 0,0 | 0,0 | 0,0 | 0,0 | 0,7  |
| 2015     | Wash. Wizards | 10 | 0  | 33,1 | 44,3 | 37,5 | 47,6 | 8,0 | 1,8 | 1,2 | 0,2 | 10,0 |
| 2017     | Wash. Wizards | 13 | 13 | 32,9 | 53,2 | 28,2 | 88,6 | 6,9 | 1,8 | 1,6 | 0,5 | 12,2 |
| 2018     | Wash. Wizards | 5  | 5  | 31,6 | 48,8 | 41,7 | 62,5 | 5,0 | 1,6 | 1,2 | 1,0 | 10,0 |
| 2022†    | G.S. Warriors | 19 | 3  | 19,5 | 49,4 | 40,4 | 77,8 | 3,4 | 1,8 | 0,9 | 0,3 | 5,4  |
| Carriera | Carriera      | 50 | 21 | 25,9 | 49,1 | 35,9 | 72,6 | 5,2 | 1,7 | 1,1 | 0,4 | 8,2  |

#### Massimi in carriera
- Massimo di punti: 37 vs Memphis Grizzlies (13 febbraio 2019)[2]
- Massimo di rimbalzi: 16 vs San Antonio Spurs (20 marzo 2022)
- Massimo di assist: 8 (2 volte)
- Massimo di palle rubate: 6 vs Minnesota Timberwolves (1º marzo 2022)
- Massimo di stoppate: 4 (2 volte)
- Massimo di minuti giocati: 55 vs Atlanta Hawks (1º marzo 2019)

## Palmarès

### Squadra
- Campionato NBA: 1

Golden State Warriors: 2022

### Individuale
- NCAA AP All-America First Team (2013)